# وارازدات هاروتیونیان
وارازدات مارتیروسی هاروتیونیان (ارمنی: Վարազդատ Մարտիրոսի Հարությունյան زاده ۲۹ نوامبر ۱۹۰۹ - درگذشته ۲۰ مارس ۲۰۰۸) یک معمار، نویسنده و استاد دانشگاه اهل ارمنستان بود.

## زندگینامه
هاروتیونیان در در شهر وان متولد شد. اما او و خانواده‌اش در جریان نسل‌کشی ارامنه مجبور به فرار به خاک روسیه شدند. آنها ابتدا در تفلیس و سپس در ایروان مستقر شدند. در سال ۱۹۴۶ ، دکترای خود را دریافت کرد و سپس دکترای معماری را دریافت کرد. در سال ۱۹۶۴، او استاد تاریخ شد. در سال ۱۹۹۶ او به عنوان فرهنگستان ملی علوم ارمنستان انتخاب شد. در ارمنستان، او همچنین رئیس انجمن حفاظت از آثار تاریخی بود.

## آثار
او نویسنده بیش از ۴۰ کتاب و بیش از ۸۰۰ مقاله بود که بیشتر در مورد معماری ارمنی بود.

## نگارخانه

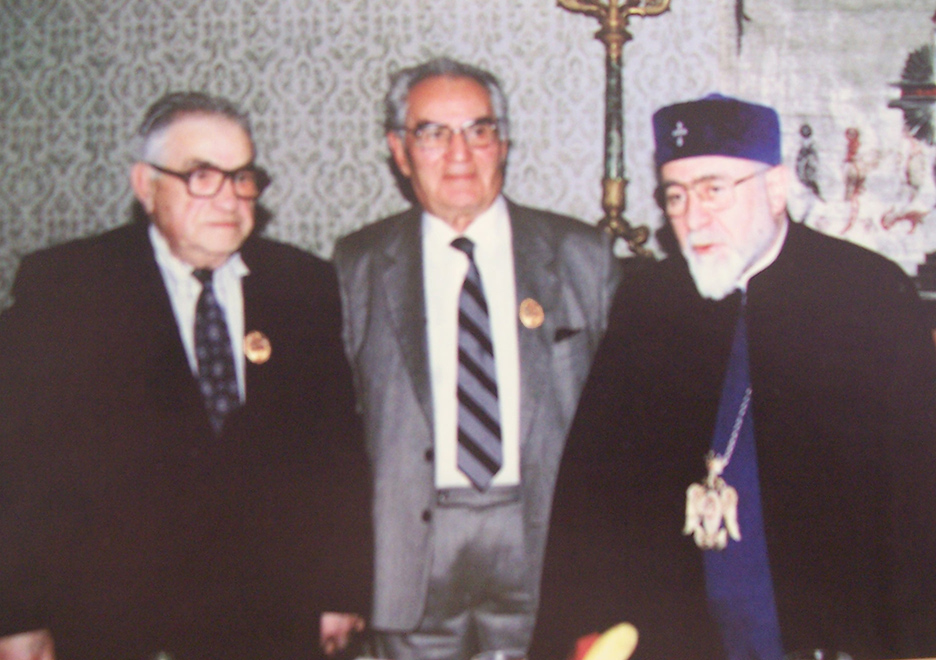